# Триоксифторид технеция
Триоксифторид технеция — неорганическое соединение, оксосоль металла технеция и плавиковой кислоты с формулой TcO3F,
жёлтое вещество,
гидролизуется водой.

## Получение
- Действие фтора на оксид технеция(IV):

{\displaystyle {\mathsf {3TcO_{2}+4F_{2}\ {\xrightarrow {150^{o}C}}\ 2TcO_{3}F+TcF_{6}}}}
- Растворение пертехнетата аммония в безводном фтороводороде:

{\displaystyle {\mathsf {NH_{4}TcO_{4}+2HF\ {\xrightarrow {}}\ TcO_{3}F+NH_{4}F\downarrow +H_{2}O}}}

## Физические свойства
Триоксифторид технеция образует жёлтые кристаллы.

## Химические свойства
- Гидролизуется водой:

{\displaystyle {\mathsf {TcO_{3}F+H_{2}O\ {\xrightarrow {}}\ HTcO_{4}+HF}}}